# 第444爆撃隊
第444爆撃隊（だい444ばくげきたい、米:The 444th Bombardment Group）はアメリカ陸軍航空隊、（米:United States Army Air Forces combat organization）の　B-29スーパーフォートレスの重爆撃機部隊である。

## 歴史
1943年2月15日にそれぞれ第676、第677、第678、第679航空隊によって構成された。当初はB-17やB-24も保有していた。アルバ・ハーヴェイ大佐が指揮。第444爆撃隊は1946年2月15日に解体されたが、2003年に勃発したイラク戦争「イラクの自由作戦」で航空輸送部隊として再編成され一時的に復活したが戦争終了とともに再び解体された。

## 戦歴
第二次世界大戦中の主なミッションは日本、ビルマ、中国、台湾で実施された。爆撃目標は海軍基地、航空機工場、兵器生産工場、軍事関連施設だった。1944年8月には八幡製鉄所の爆撃を実施。ミッション開始前、第444爆撃隊はツーソン、アリゾナ付近の飛行場で飛行訓練を実施した。しかし設計上の欠陥を修復するため航空機は一時的に修復センターに輸送されたがしばらくして第444爆撃隊はアフリカ経由でインドのチャラにある飛行場に移動した。日本への爆撃は中国のハンプ（英: The Hump）経由で実施され、1944年6月15日のドゥリトルの爆撃をさかいに本格化していった。1945年1月以降からは、都市部への焼夷弾爆撃も開始された。第444爆撃隊は往復4100マイルを飛行し、第二次世界大戦中に最も長距離を飛行した航空隊だった。

## 第444爆撃隊のミッションに参加したB-29（ニックネーム）一覧
- ベター・N・ティーン
- ブルー・ボンネット・ビル
- デフィアント・L・アッシー
- ディング・ハウ
- ドラゴン・レディー
- ドラゴン・ベヒンド
- ファイアーベル
- フライン・ジャッカス
- フライング・スタッド
- フライング・スタッドII
- フーバー、FU・ケマル
- FU・ケマル・TO
- ホーハム
- ハンビクリスマス
- ハン・DA・ジー
- アカ・エレノア
- レディー・フランシス
- レディー・マージ
- レディ・ーマージII
- ラージ・チャージ
- リル・ハーバート
- ラッキー13
- メーレ・コール
- メンフィス・メイド
- モンスーン・グーン
- モンスーン・グーンII
- パシフィック・プリンセス
- パティーンス・リウォード
- サタンズ・エンジェル
- シャンハイ・リル
- スーパーマウス
- テリー・HO!
- スリー・フィーチャーズ
- Totin To Tokyo II
- アンディサイデッド
- Up 'n' カミン
- アラジン・バージン
- アラジン・バージンII
- ウィニーII
- ウィンディング